# Тихий Дон
«Ти́хий Дон» — роман-эпопея в четырёх томах, написанный Михаилом Шолоховым (1905-1984). Тома 1—3-й написаны с 1925 по 1932 год, опубликованы в журнале «Октябрь» в 1928—1932 годах. Том 4-й был написан в 1932 году, закончен в 1940 году, опубликован в журнале «Новый мир» в 1937—1940 годах.
Одно из наиболее значимых произведений мировой русской литературы XX века, рисующее широкую панораму жизни донского казачества во время Первой мировой войны, революционных событий 1917 года и Гражданской войны в России.
Роман переведён на множество иностранных языков, английский перевод появился уже в 1934 году. За этот роман в 1965 году Михаилу Александровичу Шолохову — третьему из пяти русских писателей была присуждена Нобелевская премия по литературе с формулировкой: «За художественную силу и цельность эпоса о донском казачестве в переломное для России время».
Роман четыре раза экранизировался (1930, 1958, 2006, 2015).

## История создания и публикация
В своих интервью и автобиографиях Шолохов сообщал, что начал писать «Тихий Дон» в октябре 1925 года. (В это время он жил в станице Каргинской). Действие романа тогда начиналось летом 1917 года, в дни выступления генерала Корнилова. Однако работа скоро зашла в тупик — писатель пришёл к выводу, что роман о революции на Дону останется непонятным для читателей без рассказа о предыстории этих событий, и оставил работу. Почти год он потратил на обдумывание замысла, сбор и обработку материалов. И только «с конца 1926 года»  вновь принялся за сочинение романа, перенеся его действие в мирные, предвоенные годы. Объём этого раннего варианта Шолохов позднее оценивал в 3—8 печатных листов, что соответствует примерно 50—100 страницам печатного текста и не превышает размера самой маленькой, первой части романа. Некоторое представление о нём дают рукописи романа, найденные в середине 1980-х журналистом Львом Колодным, и ныне хранящиеся в ИМЛИ. Среди них сохранились 10 страниц, датированных осенью 1925 года, в которых рассказывается об отказе казачьего полка подчиниться Корнилову и выступить в Петроград на подавление революции. В каноническом тексте романа этому отрывку соответствует 15-я глава 4-й части. Однако зачинщиком бунта в отрывке 1925 года выступает не Иван Алексеевич Котляров, а казак по имени Абрам Ермаков, в котором легко угадывается главный герой Григорий Мелехов.

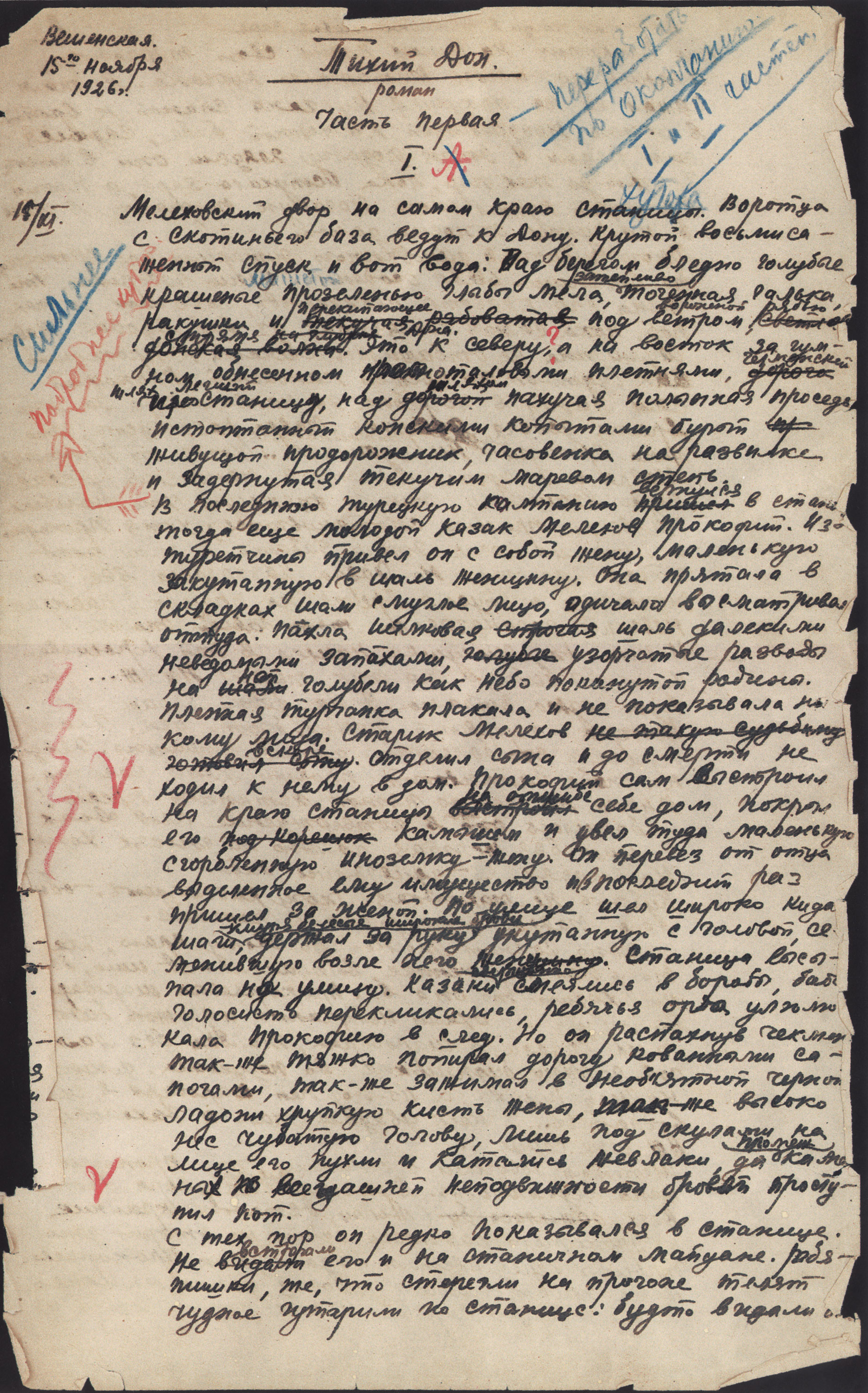
Шолоховская перепись первой книги романа «Тихий Дон» (факсимиле) — черновик.

Окончательный же вариант романа, судя по сохранившейся рукописи, был начат 6 ноября 1926 года в станице Вёшенской, где Шолохов незадолго перед тем поселился. Следующие девять месяцев Шолохов прожил в станице, постоянно работая над романом. Уже в феврале он начал переговоры об издании незаконченного романа с сотрудниками издательства «Новая Москва» (и поглотившим его в начале 1927 года издательством «Московский рабочий»), где годом раньше были изданы два сборника шолоховских рассказов. Из переписки с ними следует, что уже в апреле 1927 года был определён состав романа (9 частей) и его временной охват (1912—1922 годы). К августу 1927 года были закончены первые три части романа. В начале сентября, вместе с машинописью этих частей и, возможно, ещё какими-то незавершёнными материалами, Шолохов отправился в Москву. Сотрудницы редакции Е. Левицкая и А. Грудская позднее вспоминали, что приняли роман «на „ура“». Но несмотря на это и на предварительную договорённость, решение вопроса о публикации затянулось. В ожидании положительного ответа Шолохов обратился за помощью к главному редактору журнала «Октябрь» Александру Серафимовичу, который двумя годами раньше дал ему «путёвку в жизнь», написав благожелательное предисловие к сборнику «Донских рассказов». Серафимович прочитал роман и, несмотря на возражение редакции, предлагавшей ограничиться публикацией отрывков, настоял на его скорейшей и полной публикации. Позже Серафимович вспоминал разговор с заместителем редактора журнала Лузгиным: «С Лузгиным сидим в ресторане Дома Герцена, говорим о редакционных делах. Уговариваю напечатать Шолохова „Тихий Дон“. Упирается». В дальнейшем  Лузгин откладывал вопрос о публикации первой книги «Тихого Дона», учитывая, что для многих вождей РАППа те же «Донские рассказы» — отклонение от стиля пролетарской литературы. Вероятно, решение Серафимовича повлияло и на позицию редакции «Московского рабочего» — в результате и там в конце октября приняли решение о выпуске отдельного книжного издания. По договору с издательством роман должен был выйти в двух книгах, первая из которых включала бы в себя 1—4-ю части, вторая 5—9-ю. Прожив в Москве и подмосковном посёлке Клязьма примерно до конца года, Шолохов попытался закончить «сырую» ещё 4-ю часть, однако безуспешно; зимой он вернулся работать в станицу Букановскую.
В январе 1928 года началась публикация романа в журнале «Октябрь»: в 1—4-м номерах были напечатаны первые три части. В конце апреля Шолохов снова приехал в Москву, привезя с собой законченные 4-ю и 5-ю части. С мая по октябрь они были опубликованы в «Октябре». В мае в издательстве «Московский рабочий» (в серии «Новинки пролетарской литературы») тиражом 10 тысяч экземпляров вышло, наконец, отдельное издание первой книги, состоящей теперь только из трёх частей. В январе 1929-го издательство выпустило вторую книгу (4-я и 5-я часть) аналогичным тиражом, но уже в серии «Российская ассоциация пролетарских писателей (РАПП)». Почти одновременно роман вышел в серии «Роман-газета», издающейся тем же «Московским рабочим». (У этого издания была немного иная структура: первая книга состояла из 1 и 2-й частей, вторая — из 3, 4 и 5-й; главы же вместо номеров имели названия). Всего за неполные два года — 1928 и 1929 — «Московский рабочий» выпустил шесть отдельных изданий 1-й и 2-й книг. Весной 1929-го Шолохов подписал на более выгодных условиях договор с ГИЗом, который начал печатать роман в серии «Дешёвая библиотека Госиздата». В течение года издательство дважды выпустило роман в двух книгах (каждая тиражом в 100 000 экз.), потом ещё раз переиздало его в 1931 г.
19 апреля 1928 года Серафимович публикует статью в «Правде» о Шолохове и его «Тихом Доне». Книга очень быстро завоевала успех, а Шолохов сразу стал знаменитым. Восторженные читатели слали ему тысячи писем. Трудовые коллективы приглашали для выступлений. Вторая половина 1928 года — время триумфа Шолохова. Он разъезжает по стране, выступает в домах культуры, клубах, на заводах, на творческих вечерах в писательских организациях; читает опубликованные и не опубликованные главы из романа, обсуждает их, делится планами на будущее. На I пленуме РАППа в октябре 1928 года его вводят в состав редколлегии «Октября». Однако довольно скоро эта известность обернулась самой неожиданной и неприятной стороной. Многим казалось, что юный возраст, жизненный опыт и культурный уровень Шолохова недостаточны для автора столь выдающегося произведения. Распространились слухи о плагиате. К весне 1929 года они достигли такой силы, что руководству РАППа пришлось выступить в прессе со специальным заявлением в защиту Шолохова. «Ты не можешь себе представить, как далеко распространилась эта клевета против меня!» — писал Шолохов жене 23 марта 1929 года — «Об этом только и разговоров в литературных и читательских кругах. Знает не только Москва, но и вся провинция. Меня спрашивали об этом в Миллерово и по железной дороге. Позавчера у Авербаха спрашивал об этом т. Сталин. Позавчера же иностранные корреспонденты испрашивали у Роста соглашение, чтобы телеграфировать в иностранные газеты о „шолоховском плагиате“. Разрешение, конечно, дано не было».. Вместо этого 29-го марта газета «Правда» опубликовала письмо А. Серафимовича, А. Фадеева, В. Киршона, Л. Авербаха и В. Ставского, в котором они уверяли читателей в полной невиновности Шолохова и угрожали «клеветникам» судебным преследованием.
В первых трёх номерах «Октября» за 1929 год (январь, февраль, март) вышли первые 12-ть глав 6-й части, затем наступил перерыв: остановилась публикация романа. Распространённое мнение о том, что остановка произошла по инициативе редакции и была вызвана политическими мотивами или слухами о плагиате, как считает профессор Принстонского университета (США) Герман Ермолаев, ошибочно. В действительности, как видно из переписки Шолохова, он к этому времени ещё не успел закончить продолжение шестой части. Три месяца спустя, 31 июля, он писал Е. Левицкой: «Сейчас туго работаю над 6 частью. А „Октябрь“ меня осаждает. Что, я им продался, что ли? Корабельников готов и недопеченное слопать. Блажен, кто вкусом не привередлив. Злят они меня очень. Три или четыре т-мы получил. Отписал, что пришлю не раньше сентября.». А 3 октября сообщал А. Фадееву: «Дорогой Саша! Хочу поставить тебя в известность, что в этом году печатать в «Октябре» «Тих<ий> Дон» я не буду. Причина проста: я не смогу дать продолжение, так как 7 часть у меня не закончена, и частично перерабатывается 6». При этом под шестой частью Шолохов подразумевал в то время не всю третью книгу, а лишь первую её половину. Вторую половину составляла седьмая часть. Вместе они были объединены позднее, при подготовке публикации 1932 года.
В то время, когда Шолохов писал из Вёшенской эти письма, советская литературная критика определялась со своим отношением к роману. Если в конце 1928 года, сразу после выхода романа, некоторые критики поспешили записать Шолохова в «пролетарские писатели», то уже в 1929-м, после продолжительных дискуссий, ему в этом праве было отказано. Один из таких критиков, А. Селивановский, уже в октябре вынужден был признать, что о Шолохове можно говорить только как о «крестьянском писателе, перерастающем (а не переросшем) в пролетарского». На состоявшемся в сентябре 1929 года II пленуме РАПП роману поставили в вину отрицание классовой борьбы, идеализацию казачества, невыразительность и бледность — по сравнению с представителями белого лагеря — образов красных героев. В заключение на пленуме было принято решение о необходимости идейно «воспитывать» Шолохова.
Когда в конце января — начале февраля 1930 года Шолохов привёз в редакцию продолжение 6-й части, ситуация сильно изменилась к худшему по сравнению с прошлогодней. К этому времени заболел и слёг в кремлёвскую больницу А. Серафимович, и место и. о. главного редактора «Октября» занял А. Фадеев. Он категорически отказался публиковать книгу в том виде, в каком была представлена. «Фадеев предлагает мне сделать такие изменения, которые для меня неприемлемы никак. Он говорит, ежели я Григория не сделаю своим, то роман не может быть напечатан», — писал Шолохов Е. Левицкой 2 апреля 1930 года. Одновременно он обратился за помощью к Серафимовичу, который ничего не смог сделать. Так и не сумев добиться положительного ответа от редакции «Октября», Шолохов был вынужден публиковать продолжение 6-й части по частям в менее известных периодических изданиях. В течение 1930 года в журналах «Красная нива», «Огонёк», «30 дней», «На подъёме» и отдельной книжечке «Девятнадцатая година» были напечатаны тринадцать новых глав (13—15, 18—20, 24—28, 30 и 31 главы).
Весной 1931 года Шолохов прислал в редакцию «Октября» продолжение 3-й книги. К тому времени Фадеев оставил пост главного редактора, передав его Ф. Панфёрову. Тем не менее как один из вождей РАППа Фадеев сохранил влияние на редколлегию журнала — как это видно из того, что рукопись опять оказалась у него в руках. Шолохову снова отказали в публикации. Тогда он обратился за помощью к М. Горькому. 6 июня Шолохов направил ему письмо, в котором попытался опровергнуть выдвинутые против него «ортодоксальными вождями РАППа» обвинения в выдумке и оправдании Вёшенского восстания. Прочитав книгу, Горький, хотя и отметил в ней ряд идеологических недостатков, всё же рекомендовал напечатать её без сокращений. Однако даже мнение Горького не смогло повлиять на непреклонную позицию редколлегии «Октября». Принято считать, что дело сдвинулось с мёртвой точки только после вмешательства Сталина, с которым Шолохов встретился на даче Горького в июле 1931 года. По воспоминаниям Шолохова, в заключение этой беседы вождь произнёс: «Изображение хода событий в третьей книге „Тихого Дона“ работает на нас, на революцию! <…> Третью книгу „Тихого Дона“ печатать будем!».
В результате в январе 1932 года (одновременно с выходом «Поднятой целины» в «Новом мире») возобновилась публикация романа в журнале «Октябрь» — начиная с 13-й главы 6-й части. Заключительные главы её Шолохов привёз в редакцию в августе. А к октябрю была закончена публикация всей 3-й книги. В ноябре 1932-го — Шолохов был принят в ряды ВКП(б). В это издание Шолохов внёс ряд правок, которыми «красная» сторона была представлена в более выгодном свете, «белые» казаки, наоборот, дискредитировались; акцент с сословных противоречий смещался на противоречия классовые (между бедными и богатыми). Впрочем, и этих уступок оказалось недостаточно: редакция по своей инициативе изъяла значительные куски текста и целые главы. Так, например, не была напечатана 23-я глава, рассказывающая о поездке Петра Мелехова за телом расстрелянного Мирона Коршунова; рассказ казака-старовера о бессудных расправах комиссара Малкина в 39-й главе. Эти два места и ряд других небольших эпизодов были восстановлены в отдельном издании 3-й книги 1933 года. Другие отвергнутые тогда главы оказались потерянными. (По некоторым свидетельствам, в первоначальном тексте имелась также глава с рассказом о работе расстрельной комиссии Малкина и глава, рассказывающая о похоронах Петра Мелехова). В конце 1932 года третья книга была сдана в набор и в начале 1933 года вышла отдельным изданием в издательстве «Художественная литература» (Сдана в набор 10.12.1932 г. Подписана к печати 05.02.1933 г. Тираж 15 тыс. экз. Редактор Ю. Лукин). 

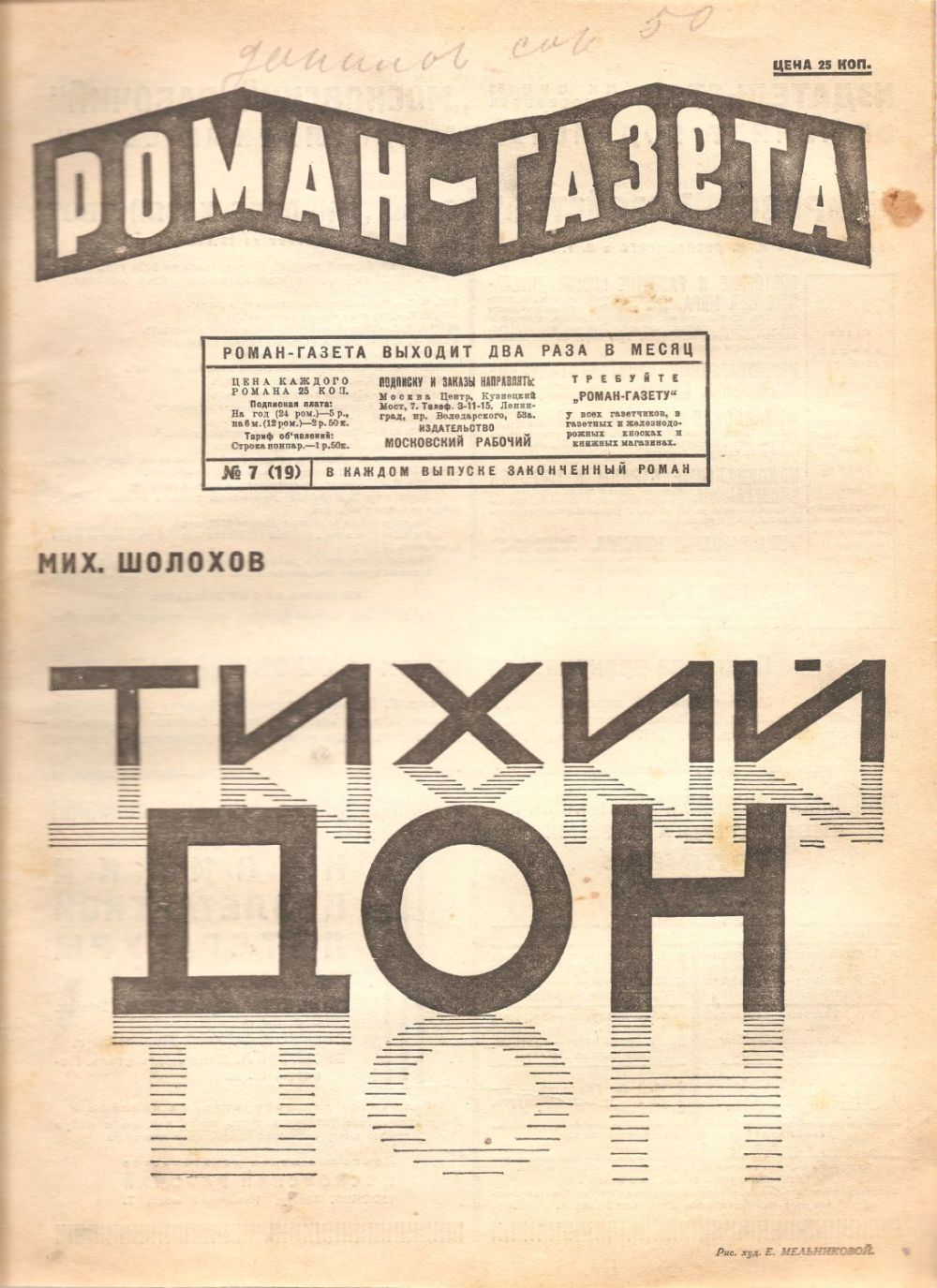
Обложка журнала «Роман-газета» за 1933 год

В том же 1933 году роман впервые был издан в трёх книгах, в серии «Книгу — социалистической деревне», общим тиражом в 250 000 экз. (Книга первая — 50 000 экз. Сдана в набор 25 сентября 1933 г.; Книга вторая — 100 000 экз. Сдана в набор 25 сентября 1933 г.; Книга третья — 100 000 экз. Сдана в набор 25 сентября 1933 г. Редактор Ю. Лукин). В этом издании жёсткой цензуре были подвергнуты также две первые книги. Особенно пострадала 5-я часть, из которой исключили целый ряд эпизодов, посвящённых отношениям Бунчука и Анны Погудко (половину 16-й, всю 25-ю главу и др.); фрагмент 27-й (ныне — 26-й) главы с рассказом о сопровождавшей Подтёлкова «милосердной сестре» Зинке, и множество других мест. Одновременно роман был зачищен от разного рода натуралистических деталей, матерщины и пр. В 1935—1937 годах в Гослитиздате вышло первое не серийное издание романа в трёх книгах: увеличенный формат, мелованная бумага, тканевый переплёт, суперобложка, иллюстрации С. Королькова.
Если на третью книгу Шолохов, по его собственному признанию, потратил три года, то работа над 4-й книгой заняла не менее шести лет. О своём намерении написать её Шолохов сообщил сразу по окончании работы над 3-й книгой, в августе 1932-го: «Меня очень прельщает мысль написать ещё четвёртую книгу (благо из неё у меня имеется много кусков, написанных разновременно, под „настроение“), и я, наверное, напишу-таки её зимою». Зимой он, действительно, работал над 4-й книгой «Тихого Дона» и одновременно над 2-й книгой «Поднятой целины». Однако осуществить задуманное так легко и быстро не удалось. Год спустя, в апреле 1934-го, он надеялся закончить 4-ю книгу к концу текущего года. В июне 1934-го Шолохов сообщал корреспонденту «Комсомольской правды» что 4-я книга «почти закончена», и что «Отложив на время „Поднятую целину“, в настоящее время я засел за окончательную шлифовку „Тихого Дона“. <…> Сдам её в середине ноября — в начале декабря.» Однако, в начале 1935-го Шолохов снова перенёс срок окончания: в феврале он сообщал корреспонденту «Правды», что книга будет готова летом этого года. А в апреле писал заведующему Гослитиздатом Н. Накорякову, что «начал заново переделывать первую половину „Тих<ого> Дона“ (я говорю о 4-й кн<иге>)» и не знает, когда сможет закончить её. 16 октября 1935 года Шолохов отказал «Новому миру» в присылке 2-й книги «Поднятой целины» до тех пор, пока не «разделается» с «Тихим Доном»: «Кончу его в конце года, если добрые люди не будут мешать». Однако в 1936-м история повторилась: 3 апреля 1936 года он обещал Накорякову, что книга будет готова в мае. Тем не менее в сентябре он всё ещё «корпеет» над 4-й книгой романа. Как вспоминал позднее Н. Накоряков, Шолохов «перерабатывал его шесть или семь раз». Отдельные завершённые главы 7-й части в это время публиковались в газетах. Лишь к осени 1937 года Шолохову удалось закончить 7-ю часть; и с ноября 1937-го по март 1938-го она была напечатана в «Новом мире», почти одновременно 7-я часть вышла в двух книжках «Роман-газеты» № 5 и № 6 за 1938 год тиражом 340 тыс. экз. каждая.

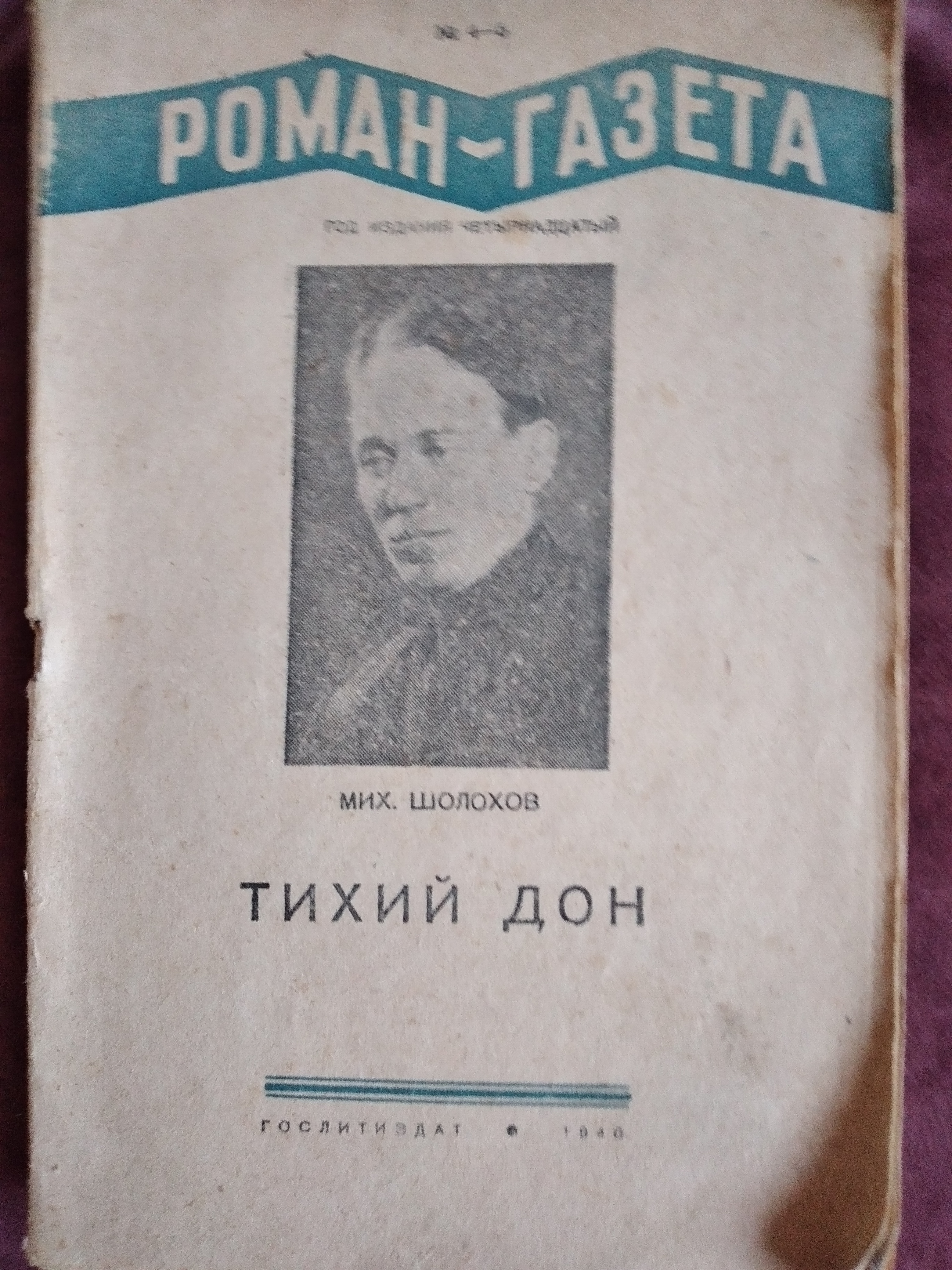
Обложка журнала «Роман-газета», 1940г.

Сам Шолохов в письме Сталину объяснил задержку неблагоприятной политической обстановкой в районе, созданной краевыми НКВД и партийным руководством: «За пять лет я с трудом написал полкниги. В такой обстановке, какая была в Вешенской, не только невозможно было продуктивно работать, но и жить было безмерно тяжело. Туговато живётся и сейчас. Вокруг меня всё ещё плетут чёрную паутину враг», — жаловался он вождю в феврале 1938 года. Из другого его письма следует, что следующие восемь месяцев он совсем ничего не писал. Но в октябре противостояние с областным руководством неожиданно закончилось в его пользу. Узнав, что в Ростовском УНКВД заведено уголовное дело, в котором ему отведена роль лидера готовящегося казачьего восстания, Шолохов срочно выехал в Москву и добился приёма у Сталина. Было назначено разбирательство, на которое пригласили членов Политбюро, наркома Ежова и руководителей Ростовского НКВД. Шолохов с документами на руках уличил их в провокации. В итоге Сталин принял сторону Шолохова и заявил: «Великому русскому писателю Шолохову должны быть созданы хорошие условия для работы».
Вернувшись в станицу, Шолохов приступил к последней части романа. Её первая сохранившаяся рукописная страница помечена «17 декабря 1938 г.». Уже 1 января 1939-го, отправленная по телеграфу из Вёшенской в Москву, 1-я глава 8-й части была напечатана в «Известиях». В конце января Шолохов был избран действительным членом Академии наук СССР и награждён орденом Ленина. Через год, в конце декабря 1939 года, он закончил восьмую часть. Она была опубликована во 2—3 сдвоенном номере «Нового мира» за 1940 год, общим тиражом 80 тысяч экз. (Редактор В. П. Ставский) и переиздана в 4—5 номере «Роман-газеты». В 1940 году отдельное издание четвёртой книги вышло в ГИХЛ тиражом 200 тыс. экз. (Сдано в набор 20.02.1940 г. Подписано в печать 26.03.1940 г. Редактор Ю. Лукин).
В 1939—1940 гг. в Ростиздате вышло первое полное издание романа в четырёх книгах. Весной 1941-го ГИХЛ выпустило однотомное издание всего романа (Вступительная статья Ю. Лукина, гравюры по рисункам С. Г. Королькова). 15 марта 1941 года за роман «Тихий Дон» М. А. Шолохов был награждён Сталинской премией в области литературы и искусства.

## Сюжет

### Книга первая

#### Часть первая
Роман начинается с того, как Прокофий Мелехов привозит с «турецкой кампании» в хутор Татарский (станица Вёшенская) турчанку, которую позже пытаются линчевать казаки, подозревая её в колдовстве. Прокофию удается добраться до шашки, раскидав шестерых казаков, и остановить самосуд, зарубив батарейца по прозвищу Люшня. У жены Прокофия начинаются преждевременные роды, которые принимает Прокофий. К вечеру турчанка умирает. Прокофия арестовывают. Мать Прокофия забирает внука и выхаживает его. Мальчика назвали Пантелеем в честь деда. Прокофий вернулся с каторги через двенадцать лет. Он забирает сына, похожего на мать-турчанку. Впоследствии женит его на казачке, дочери соседа. С тех пор Мелеховых станичники называют турками. У урядника Пантелея Мелехова было два сына (Петро и Григорий, похожий на отца и бабку-турчанку) и одна дочь Дуняша. Григорий Мелехов получает известность благодаря незаконной связи с замужней казачкой Аксиньей Астаховой, которая была изнасилована родным отцом, убитым за это собственным сыном и женой. Муж Аксиньи Степан, узнав об измене жены, избивает её (хотя он и сам не раз ей изменял). За Аксинью заступаются Григорий и его брат Петро. Чтобы разрушить связь с замужней Аксиньей, Григория женят на Наталье Коршуновой. Григорий предлагает Аксинье забыть про их роман. Однако свадьба с Натальей его не радует, и однажды он заявляет отцу: «Не я женился, а вы женили».

#### Часть вторая
На хутор из Ростова прибывает слесарь Иосиф Давыдович Штокман и начинает интересоваться жизнью казаков. Во время массовой драки на мельнице между украинцами и донскими казаками он пытается утихомирить враждующие стороны. Григорий решается уйти от жены вместе с Аксиньей. Сначала он пробует наняться к богачу Мохову, но потом находит работу в Ягодном — имении отставного генерала Листницкого. Однако сын генерала сотник Евгений начинает проявлять интерес к Аксинье, вызывая ревность Григория. Наталья тем временем в отчаянии перерезает себе горло косой, но остаётся жива.

#### Часть третья
После призыва в армию в 1914 году Григорий вместе со своим полком оказался на австрийской границе в местечке Радзивиллово. Летом на хуторе арестовывают Штокмана, который числится членом РСДРП с 1907 года. Шолохов описывает изнасилование казаками горничной «польки Франи» в конюшне имения Урусовой под Радзивиллово (Григорий в этом не участвует). Начинается Первая мировая война. Мелехов получает боевое крещение в бою под Лешневом, воюя с австрийцами. Шолохов также критически описывает подвиг казака Крючкова. Под Каменка-Струмиловом Григорий получил тяжёлое ранение от венгерского гусара, но выжил, получил георгиевский крест и чин урядника. У Аксиньи тем временем рождается в Ягодном и умирает от скарлатины дочь. Убитая горем, она сближается с вернувшимся с фронта сыном хозяина сотником Евгением. Григорий, проявив непочтительность в госпитале к высшему начальству (и, в частности, императорской особе, которая посетила раненых), возвращается в Ягодное и, узнав об измене подруги, избивает кнутом Евгения и Аксинью, после чего возвращается в родной хутор к законной жене Наталье.

### Книга вторая

Кульминационный момент рыбалки Григория и Пантелея Прокофьевича — подсекание сазана (автор иллюстрации — Владимир Бегма, дата создания: 2003 год)

#### Часть четвёртая
1916 год. Полесье. В офицерской землянке военные, среди которых патриотичный есаул Евгений Листницкий и хорунжий Бунчук, обсуждают войну и туманное будущее, после чего Евгений пишет донос на своего сослуживца. Однако Бунчук (большевик) дезертировал, а в армии стали находить антивоенные листовки. Шолохов описывает следы газовой атаки, предпринятой немцами в октябре 1916 года. Мелехов геройствовал и стал георгиевским кавалером, спасая в Восточной Пруссии от смерти своего недруга Степана Астахова. Но тот получил ранение на Западной Двине, отстал от своих и попал в немецкий плен. Жена Григория Наталья тем временем родила двойню; Николай Второй отрёкся от престола, усилив ощущение неопределённости. Есаул Листницкий переводится в Петроград для охраны порядка и становится верным корниловцем. Вновь объявляется хорунжий Бунчук, но теперь уже в образе революционного агитатора. Свершается Октябрьская революция и донские казаки возвращаются на Дон.

#### Часть пятая
В революции Григорий Мелехов не мог найти себя. То ему казались близки «самостийники», то большевики (Подтёлков). Тем временем на Дону зарождалась Гражданская война. Центром притяжения белых стал Каледин. В ноябре 1917 года началось сражение за Ростов, где в рядах красногвардейцев принимал участие пулемётчик Бунчук. В Новочеркасск на поезде прибывает Подтёлков (как представитель ревкома) и ставит ультиматум Каледину. Григорий Мелехов сражается в рядах красногвардейцев, однако его удручает расправа Подтёлкова над пленным Чернецовым. Донской ревком обосновался в Миллерово, а покинутый Добровольческой армией Каледин застрелился. Бунчук в Ростове занимается массовыми расстрелами, которые нравственно подтачивают его. Однако за разбои на Донской земле восставшие казаки захватили в плен Подтёлкова и Бунчука и приговорили их к смерти. Первого повесили, а второго расстреляли.

### Книга третья

#### Часть шестая
Весной 1918 года донские казаки разделились. Верхнедонцы были за большевиков, а зажиточные нижнедонцы желали «самостоятельного существования Донской области». Немцы стояли в Миллерово. На казачьем круге в Новочеркасске нижнедонцы выбрали в атаманы генерала Краснова. Среди участников этого круга был и Пантелей Мелехов. В конце лета 1918 года Григорий Мелехов командует взводом в сотне своего старшего брата хорунжего Петра в составе Донской армии, воюя с красными в районе станицы Кумылженской. Шолохов описывает переговоры руководства Донской (Краснов) и Добровольческой (Деникин) армий для совместных действий против «красных». Евгений Листницкий теряет в боях с «красными» руку, женится на Ольге Горчаковой (вдове сослуживца) и возвращается с молодой женой в Ягодное. Аксинья возвращается к Степану. Однако в декабре 1918 года «красные» перешли в наступление. Перешедшие на сторону большевиков казаки во главе с урядником Фоминым образовали брешь в обороне Донской области и вступили в Вёшенскую, открывая путь для 8-й Красной армии. Мелеховы хотели отступить на юг, но жаль стало хозяйство. Однако Григорию «красные» пришлись не по нраву: то собаку пристрелят, то коней отберут, то к казачкам приставать начнут, а тут и слухи о расстрелах бывших офицеров. Одним из первых расстреляли Мирона Коршунова (тестя Григория Мелехова). Сам Григорий едва избежал ареста, спрятавшись у знакомого. Однако весной 1919 года началось Вёшенское восстание, и «красные» покинули хутор, а повстанцы освободили из подвала Пантелея Мелехова. Взвод Григория атакует красный карательный отряд, а его командира Лихачева захватывают в плен. Однако в следующем бою красные наносят ответный удар, а пленённого Петра Мелехова убивает перешедший на сторону большевиков Мишка Кошевой. Григорий Мелехов становится командиром Вешенского полка повстанцев, численность которого возросла до дивизии. Смерть брата озлобила его, и он с большой неохотой оставлял пленных в живых, да и то только по просьбам штаба повстанцев. Шолохов описывает разгром повстанцами во главе с Григорием Мелеховым крупного отряда «красных» в Каргалинской. Однако временные победы затягивают Григория в омут алкоголизма. Тем временем в среде «красных» начинаются брожения, и бунтующие красноармейцы Сердобского полка убивают большевика Штокмана. Одного из пленённых коммунистов, узнав в нём «куманька» Ивана Котлярова, убивает вдова Петра Мелехова из кавалерийского карабина. Повстанцы («восставшие верхнедонцы») ведут переговоры с Донской армией для объединения усилий против «красных». С нижнего Дона на аэропланах повстанцы получали патроны и снаряды. Однако «красные» собирают значительные силы и теснят повстанцев. Перешедший на сторону большевиков Мишка Кошевой сжигает курени богачей, убивает деда Гришаку и сватается к Дуне Мелеховой.

### Книга четвёртая

#### Часть седьмая
Григорию Мелехову как вольному казаку и повстанцу претят дисциплина, старорежимные порядки и офицерские окрики, которые возрождаются в Донской армии. Он идёт на открытый конфликт с генералом Фицхелауровым. Претит ему и иностранное военное присутствие в лице самодовольного англичанина-офицера в пробковом шлеме. Тем временем Дмитрий Коршунов (брат жены Григория Мелехова) во главе карательного отряда казаков расправляется с семьёй Мишки Кошевого, мстя за смерть своих родичей. В хутор приезжает руководство Донской армией во главе с генералом Сидориным и британским полковником и награждает Дарью Мелехову «медалью на георгиевской ленточке» за расправу над пленными красноармейцами. Однако казачка не долго чувствует себя героиней: от разгульной жизни она заболела сифилисом, а денежная премия к награде, которую она планировала тайно потратить на лечение, рассорила её и без того напряженные отношения со свёкром Пантелеем Мелеховым. Летом 1919 года она с горя топится в Дону. Тяжело живётся и Наталье Мелеховой, поскольку Григорий оказывается по-прежнему привязан к Аксинье. В присутствии свекрови она проклинает своего мужа и умирает от неудачного аборта. Тем временем Белое командование в лице генерала Сальникова расформировывает повстанческую дивизию Григория Мелехова, однако ему объявляют благодарность, назначают сотником и посылают воевать с большевиками в Саратовскую губернию (район Балашова). Встреченный на передовой английский лейтенант Кэмпбелл (инструктор по вождению танков) за рюмкой коньяка через переводчика объясняет Григорию, что «красных» невозможно победить. Пантелея Мелехова мобилизуют в Белую армию, он дезертирует, но его ловит карательный отряд казаков-калмыков, и лишь из-за славы своих сынов ему удаётся избежать экзекуции. 17 сентября 1919 года «красные» из ударной группы Шорина вновь ненадолго заняли Вёшенскую. Осенью на хутор привезли больного тифом Григория, который выздоровел к ноябрю 1919 года. Под напором «красных» хутор Татарский решил 12 декабря 1919 года начать эвакуацию. Подался на юг с Аксиньей и Григорий, но его подруга заболела тифом, и ему пришлось оставить её в Ново-Михайловском. В январе 1920 года Григорий приезжает в Белую Глину, где скапливается несколько тысяч беженцев. Там он находит своего умершего от тифа отца Пантелея. Двигаясь дальше, Григорий вторично заболевает тифом в станице Кореновской, но излечивается в пути благодаря стараниям денщика Прохора, и 25 марта 1920 года он уже в Новороссийске наблюдает эвакуацию Добровольческой армии.

#### Часть восьмая
Выздоравливает и возвращается в хутор Аксинья. Приезжает домой с обрубком левой руки и Прохор. Он рассказывал, что Григорий Мелехов после Новороссийска пошёл служить командиром эскадрона в 14-й дивизии Первой конной Будённого и воевал с польскими уланами. Тем временем в хутор возвращается Мишка Кошевой и проявляет интерес к Дуняше Мелеховой, мать Григория Мелехова Ильинична попрекает его «душегубством», но тот имеет оправдание и помогает по хозяйству. Ильинична прощает убийцу своего сына и даёт своей дочке Дуняше благословение на свадьбу с Мишкой Кошевым. Ильинична умирает, а детей Мелехова забирает к себе Аксинья. Кошевой становится председателем хуторского ревкома, но из Красной армии его демобилизуют из-за малярии. После разгрома Врангеля возвращается в хутор Григорий Мелехов, но мирная жизнь не клеится, потому что старые обиды к нему со стороны Мишки Кошевого не забываются. Прохор рассказывает судьбу семьи генерала Листницкого: «старый пан» умер от тифа в Морозовской, а молодой застрелился в Екатеринодаре из-за измены жены. Тем временем Фомин поднимает мятеж против системы продразверсток, в его «банду» и попадает Григорий, убегая от «красных». Выбравшись из банды, Григорий тайком приходит в родной хутор и забирает Аксинью. Но на берегах реки Чир беглецы напарываются на продотряд, и Аксинья гибнет. Поскитавшись по степи, Григорий возвращается в хутор, топит винтовку и наган и, встретив своего сына Мишатку, узнаёт о смерти дочери Полюшки.

## Основные персонажи

Скульптура «Григорий и Аксинья в лодке» в Ростове-на-Дону

- Григорий Пантелеевич Мелехов — казак станицы Вёшенской, участник Первой мировой войны, командир дивизии повстанцев, приказный/младший урядник/хорунжий/сотник/подъесаул.
- Пётр Пантелеевич Мелехов (Петро) — старший брат Григория, вахмистр/хорунжий.
- Евдокия Пантелеевна Кошевая (в дев. Мелехова) (Дуняшка) — младшая сестра Григория и Петра, жена Мишки Кошевого.
- Пантелей Прокофьевич Мелехов — отец Григория, Петра и Дуняшки, старший урядник.
- Василиса Ильинична Мелехова — жена Пантелея Мелехова, мать Петра, Григория и Дуняшки.
- Дарья Матвеевна Мелехова — жена Петра.
- Степан Андреевич Астахов — сосед Мелеховых, урядник.
- Аксинья Астахова — жена Степана, возлюбленная Григория Мелехова.
- Наталья Мироновна Мелехова (в дев. Коршунова) — законная жена Григория.
- Дмитрий Миронович Коршунов (Митька) — старший брат Натальи, в начале событий друг Григория, вахмистр/подхорунжий.
- Мирон Григорьевич Коршунов — богатый казак, отец Митьки и Натальи, сын деда Гришаки.
- Марья Лукинична Коршунова — жена Мирона Коршунова.
- Григорий Коршунов (дед Гришака) — отец Мирона Коршунова, участник русско-турецкой войны 1877—1878 гг., дед Митьки и Натальи.
- Михаил Акимович Кошевой — бедный казак, ровесник и друг, впоследствии смертный враг Григория, муж Дуняшки Мелеховой, впоследствии председатель хуторского ревкома.
- Хрисанф Токин (Христоня) — «здоровенный и дурковатый казак», служивший в Атаманском полку.
- Иван Авдеевич Синилин по прозвищу «Брех» — старый казак, служивший в Атаманском полку, страстный рассказчик.
- Аникей (Аникушка), Федот Никифорович Бодовсков, Иван Томилин, Яков Подкова, братья Мартин, Прохор и Алексей Шумилины (Шамили) — казаки хутора Татарского.
- Сергей Платонович Мохов — иногородний, богатый купец, хозяин магазина и паровой мельницы в х. Татарском.
- Елизавета Сергеевна Мохова — его дочь.
- Владимир Сергеевич Мохов — его сын.
- Емельян Константинович Атепин по прозвищу «Цаца» — компаньон С. П. Мохова.
- Иван Алексеевич Котляров — казак, машинист моховской мельницы, участник Первой мировой войны, впоследствии красноармеец, председатель хуторского совета.
- Валет — иногородний, маленький, озлобленный человек, весовщик той же мельницы.
- Давыдка — молодой весёлый парень, вальцовщик мельницы.
- Емельян — кучер Мохова.
- Евгений Николаевич Листницкий — казак, дворянин, сотник/есаул Атаманского полка.
- Николай Алексеевич Листницкий — его отец, казачий генерал, владелец усадьбы Ягодное.
- Александр (дед Сашка) — конюх Листницких, страстный лошадник и пьяница.
- Боярышкин и Тимофей — студенты.
- Иосиф Давыдович Штокман — слесарь, приезжий, уроженец Ростова-на-Дону, член РСДРП.
- Прохор Зыков — смирный казак, сослуживец Григория Мелехова.
- Алексей Урюпин по прозвищу «Чубатый» — казак-мизантроп, сослуживец Григория Мелехова, обучающий его фехтованию шашкой.
- Калмыков, Чубов, Терсинцев, Меркулов, Атарщиков — казачьи офицеры, сослуживцы Евгения Листницкого.
- Илья Дмитриевич Бунчук — новочеркасский казак, питерский рабочий, пулемётчик, большевик, хорунжий.
- Анна Погудко — еврейка из Екатеринослава, пулемётчица, возлюбленная Бунчука.
- Геворкянц и Крутогоров — пулемётчики из команды Бунчука.
- Ольга Николаевна Горчакова — жена ротмистра Бориса Горчакова, затем Евгения Листницкого.
- Капарин — штабс-капитан, помощник Фомина.

|                |                |                |                |                |                |  |  |              |              |              |              |              |              |  |  |                              |                              |                              |                              |                              |                              | Турчанка           | Турчанка           | Турчанка                                  | Турчанка                                  | Турчанка                                  | Турчанка                                  |                                           |                                           | Прокофий Мелехов             | Прокофий Мелехов             | Прокофий Мелехов             | Прокофий Мелехов             | Прокофий Мелехов | Прокофий Мелехов |                  |                  |  |  |                |                |                |                |                |                |  |  |         |         |         |         |         |         |  |  |                |                |                |                |                |                |
|                |                |                |                |                |                |  |  |              |              |              |              |              |              |  |  |                              |                              |                              |                              |                              |                              | Турчанка           | Турчанка           | Турчанка                                  | Турчанка                                  | Турчанка                                  | Турчанка                                  |                                           |                                           | Прокофий Мелехов             | Прокофий Мелехов             | Прокофий Мелехов             | Прокофий Мелехов             | Прокофий Мелехов | Прокофий Мелехов |                  |                  |  |  |                |                |                |                |                |                |  |  |         |         |         |         |         |         |  |  |                |                |                |                |                |                |
|                |                |                |                |                |                |  |  |              |              |              |              |              |              |  |  |                              |                              |                              |                              |                              |                              |                    |                    |                                           |                                           |                                           |                                           |                                           |                                           |                              |                              |                              |                              |                  |                  |                  |                  |  |  |                |                |                |                |                |                |  |  |         |         |         |         |         |         |  |  |                |                |                |                |                |                |
|                |                |                |                |                |                |  |  |              |              |              |              |              |              |  |  |                              |                              |                              |                              | Василиса Ильинична           | Василиса Ильинична           | Василиса Ильинична | Василиса Ильинична | Василиса Ильинична                        | Василиса Ильинична                        |                                           |                                           | Пантелей Прокофьевич Мелехов              | Пантелей Прокофьевич Мелехов              | Пантелей Прокофьевич Мелехов | Пантелей Прокофьевич Мелехов | Пантелей Прокофьевич Мелехов | Пантелей Прокофьевич Мелехов |                  |                  |                  |                  |  |  |                |                |                |                |                |                |  |  |         |         |         |         |         |         |  |  |                |                |                |                |                |                |
|                |                |                |                |                |                |  |  |              |              |              |              |              |              |  |  |                              |                              |                              |                              | Василиса Ильинична           | Василиса Ильинична           | Василиса Ильинична | Василиса Ильинична | Василиса Ильинична                        | Василиса Ильинична                        |                                           |                                           | Пантелей Прокофьевич Мелехов              | Пантелей Прокофьевич Мелехов              | Пантелей Прокофьевич Мелехов | Пантелей Прокофьевич Мелехов | Пантелей Прокофьевич Мелехов | Пантелей Прокофьевич Мелехов |                  |                  |                  |                  |  |  |                |                |                |                |                |                |  |  |         |         |         |         |         |         |  |  |                |                |                |                |                |                |
|                |                |                |                |                |                |  |  |              |              |              |              |              |              |  |  |                              |                              |                              |                              |                              |                              |                    |                    |                                           |                                           |                                           |                                           |                                           |                                           |                              |                              |                              |                              |                  |                  |                  |                  |  |  |                |                |                |                |                |                |  |  |         |         |         |         |         |         |  |  |                |                |                |                |                |                |
|                |                |                |                |                |                |  |  |              |              |              |              |              |              |  |  |                              |                              |                              |                              |                              |                              |                    |                    |                                           |                                           |                                           |                                           |                                           |                                           |                              |                              |                              |                              |                  |                  |                  |                  |  |  |                |                |                |                |                |                |  |  |         |         |         |         |         |         |  |  |                |                |                |                |                |                |
| Дарья Мелехова | Дарья Мелехова | Дарья Мелехова | Дарья Мелехова | Дарья Мелехова | Дарья Мелехова |  |  | Пётр Мелехов | Пётр Мелехов | Пётр Мелехов | Пётр Мелехов | Пётр Мелехов | Пётр Мелехов |  |  | Наталья Мелехова (Коршунова) | Наталья Мелехова (Коршунова) | Наталья Мелехова (Коршунова) | Наталья Мелехова (Коршунова) | Наталья Мелехова (Коршунова) | Наталья Мелехова (Коршунова) |                    |                    | Григорий Пантелеевич Мелехов (1892 г. р.) | Григорий Пантелеевич Мелехов (1892 г. р.) | Григорий Пантелеевич Мелехов (1892 г. р.) | Григорий Пантелеевич Мелехов (1892 г. р.) | Григорий Пантелеевич Мелехов (1892 г. р.) | Григорий Пантелеевич Мелехов (1892 г. р.) |                              |                              | Аксинья Астахова             | Аксинья Астахова             | Аксинья Астахова | Аксинья Астахова | Аксинья Астахова | Аксинья Астахова |  |  | Степан Астахов | Степан Астахов | Степан Астахов | Степан Астахов | Степан Астахов | Степан Астахов |  |  | Дуняшка | Дуняшка | Дуняшка | Дуняшка | Дуняшка | Дуняшка |  |  | Михаил Кошевой | Михаил Кошевой | Михаил Кошевой | Михаил Кошевой | Михаил Кошевой | Михаил Кошевой |
| Дарья Мелехова | Дарья Мелехова | Дарья Мелехова | Дарья Мелехова | Дарья Мелехова | Дарья Мелехова |  |  | Пётр Мелехов | Пётр Мелехов | Пётр Мелехов | Пётр Мелехов | Пётр Мелехов | Пётр Мелехов |  |  | Наталья Мелехова (Коршунова) | Наталья Мелехова (Коршунова) | Наталья Мелехова (Коршунова) | Наталья Мелехова (Коршунова) | Наталья Мелехова (Коршунова) | Наталья Мелехова (Коршунова) |                    |                    | Григорий Пантелеевич Мелехов (1892 г. р.) | Григорий Пантелеевич Мелехов (1892 г. р.) | Григорий Пантелеевич Мелехов (1892 г. р.) | Григорий Пантелеевич Мелехов (1892 г. р.) | Григорий Пантелеевич Мелехов (1892 г. р.) | Григорий Пантелеевич Мелехов (1892 г. р.) |                              |                              | Аксинья Астахова             | Аксинья Астахова             | Аксинья Астахова | Аксинья Астахова | Аксинья Астахова | Аксинья Астахова |  |  | Степан Астахов | Степан Астахов | Степан Астахов | Степан Астахов | Степан Астахов | Степан Астахов |  |  | Дуняшка | Дуняшка | Дуняшка | Дуняшка | Дуняшка | Дуняшка |  |  | Михаил Кошевой | Михаил Кошевой | Михаил Кошевой | Михаил Кошевой | Михаил Кошевой | Михаил Кошевой |
|                |                |                |                |                |                |  |  |              |              |              |              |              |              |  |  |                              |                              |                              |                              |                              |                              |                    |                    |                                           |                                           |                                           |                                           |                                           |                                           |                              |                              |                              |                              |                  |                  |                  |                  |  |  |                |                |                |                |                |                |  |  |         |         |         |         |         |         |  |  |                |                |                |                |                |                |
|                |                |                |                |                |                |  |  |              |              |              |              |              |              |  |  |                              |                              |                              |                              |                              |                              |                    |                    |                                           |                                           |                                           |                                           |                                           |                                           |                              |                              |                              |                              |                  |                  |                  |                  |  |  |                |                |                |                |                |                |  |  |         |         |         |         |         |         |  |  |                |                |                |                |                |                |
|                |                |                |                |                |                |  |  |              |              |              |              |              |              |  |  | Полюшка                      | Полюшка                      | Полюшка                      | Полюшка                      | Полюшка                      | Полюшка                      | Мишатка            | Мишатка            | Мишатка                                   | Мишатка                                   | Мишатка                                   | Мишатка                                   |                                           |                                           | Танюшка                      | Танюшка                      | Танюшка                      | Танюшка                      | Танюшка          | Танюшка          |                  |                  |  |  |                |                |                |                |                |                |  |  |         |         |         |         |         |         |  |  |                |                |                |                |                |                |

Исторические персонажи
- Крючков, Козьма Фирсович — первый георгиевский кавалер в Первой мировой войне
- Лагутин, Иван Алексеевич — казак 14-го Донского казачьего полка, первый председатель казачьего отдела при ВЦИК
- Корнилов, Лавр Георгиевич — Верховный главнокомандующий Русской Армией летом 1917 г., Главнокомандующий Добровольческой армии
- Подтёлков, Фёдор Григорьевич — председатель Донского казачьего Военно-революционного комитета, председатель СНК Донской Советской Республики
- Кривошлыков, Михаил Васильевич — секретарь Донского казачьего Военно-революционного комитета
- Голубов, Николай Матвеевич — войсковой старшина, командующий войсками Военно-революционного комитета
- Чернецов, Василий Михайлович — командир партизанского отряда
- Каледин, Алексей Максимович — атаман Войска Донского
- Краснов, Пётр Николаевич — атаман Войска Донского
- Фомин, Яков Ефимович — урядник, лидер антикрасновского мятежа в январе 1919 года и антисоветского — в 1921—1922 гг.
- Кудинов, Павел Назарьевич — командующий повстанческими войсками Верхне-Донского округа в 1919 г.
- Ермаков, Харлампий Васильевич — командир 1-й повстанческой дивизии во время Вёшенского восстания
- Сидорин, Владимир Ильич — командующий Донской армией

Всего, по подсчётам С. Н. Семанова, в романе не менее 883 персонажей, из них не менее 251 подлинное историческое лицо (считая только современников событий).

## Критика
Уже с начальной публикации первого тома большинство критиков отметили высокий художественный уровень книги, способность к обобщению и тонкую наблюдательность автора. Роман получил блестящие отзывы от корифеев советской литературы Александра Серафимовича и Максима Горького.
Было и противоположное мнение: что это не цельный роман, а набор эпизодов (Грэм Грин). Однако это мнение растворялось в огромном потоке положительных отзывов литературных критиков и читателей. Бертольт Брехт подчёркивал своё восхищение Шолоховым: «Восхищён Вашими великими романами, из которых мы так много узнаем об этой чудесной стране. Ваш Б. Брехт».
Книгу высоко оценила как советская читающая общественность, так и часть зарубежной, эмигрантской читательской аудитории. Другие её круги, традиционно причисляемые к «элитарной», эстетской и интеллектуальной части эмиграции (Берберова, Бунин, Гиппиус, Набоков, Ходасевич), откликнулись на роман по-разному: от сдержанно-позитивного отзыва (порой и защиты автора от советской критики) до пренебрежительно-кратких рецензий, а подчас и негативных или презрительных. Так, в отношении пресловутой «белой линии» в романе В. Ф. Ходасевич и Н. Н. Берберова, публиковавшие отзывы в своей колонке «Литературная летопись» в газете «Возрождение» под коллективным псевдонимом «Гулливер», в критической статье на вторую книгу «Тихого Дона» встали на защиту М. Шолохова от вала советской критики, подозревавшей писателя в тайной приязни к белому движению.

## Подозрения в плагиате
Некоторая часть литературоведов считает, что существуют основания полагать, что Шолохов не является подлинным автором романа.
Прежде всего сам Шолохов был очень молод, когда начал писать роман. Удивительно, что такое глубокое и зрелое произведение он начал писать примерно в 22 года, до этого издав только сборник рассказов. Написал первые книги с большой скоростью: два первых тома (около 40 печатных листов) за 2,5 года. Шолохов якобы был малообразованным человеком — окончил всего четыре класса гимназии. Хотя и не отмечают, что в литературу того времени входили другие молодые пролетарские писатели, тот же 25-ти летний Фадеев с романом «Разгром» или Бабель с «Конармией», что, собственно, позволяет рассматривать эту прозу как яркое художественное достижение эпохи 1920-х гг.
Среди тех, кто открыто обвинял Шолохова в плагиате, был Александр Солженицын, который писал:

Книга удалась такой художественной силы, которая достижима лишь после многих проб опытного мастера, — но лучший первый том, начатый в 1926 году, подан готовым в редакцию в 1927 году; через год же за первым томом был готов и великолепный второй; и даже менее года за вторым подан и третий, и только пролетарской цензурой задержан этот ошеломительный ход. Тогда — несравненный гений? Но последующей 45-летней жизнью никогда не были подтверждены и повторены ни эта высота, ни этот темп.

Известные специалисты по творчеству Шолохова Феликс Кузнецов и Александр Стручков считают факт авторства Шолохова доказанным и не вызывающим сомнений.
Одним из изданий, посвящённых вопросу авторства романа «Тихий Дон», является книга «Загадки и тайны „Тихого Дона“: двенадцать лет поисков и находок» под редакцией А. Г. Макарова.
В начале 1980-х годов четверо скандинавских учёных Свен Густавссон, Бенгт Бекман и Стейнар Гил во главе с Г. Хьетсо провели количественный анализ текстов Ф. Крюкова (рассказы и очерки из сборников), М. Шолохова (отрывки из «Поднятой целины» и «Донских рассказов») и «Тихого Дона» и пришли к выводу об отсутствии плагиата.  В 1984 году на основе этих исследований вышла книга норвежского слависта Гейра Хьетсо «Кто написал „Тихий Дон“?», доказывающая на основе компьютерных исследований, что автор «Тихого Дона» — Михаил Александрович Шолохов.
В 1991 году в газете «Московская правда» были опубликованы материалы экспертизы, произведённой во «Всесоюзном научно-исследовательском институте судебных экспертиз Министерства юстиции СССР» (специалист Ю. Н. Погибко); вывод эксперта состоял в следующем: «текст ксерокопии рукописи, начинающийся словами: «1925 год. Осень. Тихий Дон. Роман. Часть первая...» и заканчивающийся словами «... Абрам слегка лишь повел стволом» — выполнен Шолоховым Михаилом Александровичем».
В 1999 году специалистами РАН были обнаружены считавшиеся потерянными рукописи 1-й и 2-й книг «Тихого Дона». После трёх экспертиз — графологической, текстологической и идентификационной, — авторство романа было окончательно подтверждено за Шолоховым. В 2005 году при содействии РАН было выпущено факсимильное издание текста рукописей 1-й и 2-й книг романа «Тихий Дон» в серии книг «Библиотека В. С. Черномырдина» (Издательство «Московский писатель», Академия поэзии…), дающее, по мнению сторонников Шолохова, возможность каждому убедиться в подлинном авторстве романа.
Статистический анализ длины предложений в романе, проведённый статистиком Ословского университета Нильсом Хьортом в 2007 году, даёт полную поддержку авторству Шолохова.
В 2016 году специалист в области славянской акцентологии и диалектологии Сергей Николаев выделил для сравнения диалектную лексику вёшенского говора в «Тихом Доне», тогда как у Фёдора Крюкова (которому некоторые исследователи приписывают авторство «Тихого Дона») лексики из говоров «вёшенской группы» не обнаруживается. Это видно из сравнения сходных лексем и идиом, а также по наличию или отсутствию ряда частотных слов в текстах одного из авторов.
В 2019 году Борис Орехов из НИУ ВШЭ и Наталья Великанова из МГУ подтвердили авторство Шолохова с помощью меры межтекстового расстояния, предложенной Джоном Бёрроузом в 2002 году. Статистический анализ показал, что между «Тихим Доном» и «Донскими рассказами» дельта Бёрроуза минимальна, тогда как от произведений других вероятных авторов (Крюкова, Севского, Серафимовича) «Тихий Дон» отделяет значительная дистанция. Метод показал, что у всех томов «Тихого Дона» один автор, и что «Тихий Дон» и «Донские рассказы» принадлежат перу одного человека.

## Премии
- Сталинская премия 1-й степени 1941 года[50].
- Нобелевская премия по литературе 1965 года. Шолохов остался в истории единственным писателем эпохи социалистического реализма, который получил Нобелевскую премию с официального разрешения советских властей.

## Художественные особенности
Как и во многих произведениях Шолохова, герои разговаривают на характерном казачьем диалекте русского языка:

Строгий на дому Пантелей Прокофьевич и то говаривал жене:
— Слышь, баба, Наташку не буди. Она и так днём мотает. Сбираются с Гришкой пахать. Дарью, Дарью стегай. С ленцой баба, спорченная… Румянится да брови чернит, мать её суку.
— Нехай хучь первый годок покохается, — вздыхала Ильинична, вспоминая свою горбатую в работе жизнь.
— Книга-1, III

## Постановки
Оперы Ивана Дзержинского
- «Тихий Дон» — опера в 4 действиях, 6 картинах, либретто Л. Дзержинского по 1-й и 2-й книгам романа. Опера обошла большинство сцен СССР.
  - 1935, 22 октября — Ленинград, Малый оперный театр, под упр. С. Самосуда (в роли Аксиньи Астаховой — Надежда Вельтер) — первая постановка.
  - 1936, 25 марта — Москва, Большой театр, под упр. Н. Голованова.
  - 1936, 31 мая — Москва, Музыкальный театр им. Немировича-Данченко, под управлением Г. Столярова, художественный руководитель постановки В. И. Немирович-Данченко.
  - 1947, 7 ноября — Ленинград, Малый оперный театр — новая авторская редакция.
- «Григорий Мелехов» — опера по заключительным книгам романа, написанная в 1967 году.

Балет
- «Тихий Дон» — балет Леонида Клиничева.
  - 1987, 26 декабря — Ленинград, Малый оперный театр. Балетмейстер — Николай Боярчиков. Дирижёр — Вадим Афанасьев. Художник — Р. Иванов

Драматический театр
- 1976 — «Тихий Дон», постановка Ростовского областного драматического театра им. М. Горького, реж. Ян Цициновский (лауреат госпремии РСФСР им. К. С. Станиславского за постановку спектакля), в роли Григория Мелехова — Павел Морозенко, Аристарх Ливанов (лауреаты госпремии РСФСР им. К. С. Станиславского за исполнение роли)
- 1977 — «Тихий Дон», сценическая композиция Г. А. Товстоногова и Д. М. Шварц, реж. Юрий Аксёнов — БДТ, Ленинград
- 2013 — «Тихий Дон», инсценировка Григория Козлова, реж. Григорий Козлов — Санкт-Петербургский театр «Мастерская»[51]

## Экранизации
- 1930 — «Тихий Дон» — режиссёры Ольга Преображенская, Иван Правов
- 1958 — «Тихий Дон» — сериал, режиссёр Сергей Герасимов
- 2006 — «Тихий Дон» — сериал, режиссёр Сергей Бондарчук
- 2015 — «Тихий Дон» — сериал, режиссёр Сергей Урсуляк

## Первые прижизненные издания
1928-1929
- Тихий Дон. Книга первая. — М.—Л.: Московский рабочий, 1928. — 464 с. — 1-е изд. 10 000 экз., пер.; 3-е изд. — 1929, 10 000 экз.; 5-е изд. — 1929, 5000 экз.; 6-е изд.— 1929, 5000 экз. (РАПП. Новинки пролетарской литературы)
- Тихий Дон. Книга вторая. — М.—Л.: Московский рабочий, 1929. — 478 с. — 1-е изд. 10 000 экз., пер.; 3-е изд. — 1929, 10 000 экз.;  5-е изд. — 1929, 5000 экз.; 6-е изд. — 1929, 5000 экз. (РАПП. Новинки пролетарской литературы)
- Тихий Дон. Книга первая. — М.—Л.: ГИЗ, 1929. — 383 с. — 100 000 экз. (Дешёвая библиотека Госиздата №68-73)
- Тихий Дон. Книга вторая. — М.—Л.: ГИЗ, 1929. — 416 с. — 100 000 экз. (Дешёвая библиотека Госиздата №87-93)

1930-1932
- Тихий Дон. Книга первая. — М.—Л.: ГИЗ, 1931. (Дешёвая библиотека Госиздата)
- Тихий Дон. Книга вторая. — М.—Л.: ГИЗ, 1931. (Дешёвая библиотека Госиздата)
- Тихий Дон. Книга первая. — Отв. редактор Сергей Кириллов; Предисловие А. Селивановского. С.3-16. — М.—Л.:ГИХЛ, 1931. — 391 с.; пер. (Дешёвая библиотека Огиза №68-73) — Третье изд. 100 000 экз. [На облож. в левом верхнем углу портрет Мих. Шолохова].

1933-1935
- Тихий Дон. Книга третья. — Редактор Ю. Лукин; Худож. А. Радищев. — М.: ГИХЛ, 1933. — 388 с. — 1-е изд. 15 000 экз.; пер.
- Тихий Дон. Книга первая. — Редактор Ю. Лукин. — М.: ГИХЛ, 1933. — 399 с. — 50 000 экз.; пер. (Дешёвая библиотека ОГИЗА)
- Тихий Дон. Книга вторая. — Редактор Ю. Лукин. — М.—Л.: ГИХЛ, 1933. — 416 с. — 100 000 экз.; пер. (Дешёвая библиотека ОГИЗА)
- Тихий Дон. Книга третья. — Редактор Ю. Лукин. — М.: ГИХЛ, 1933. — 420 с. — 100 000 экз.; пер. (Дешёвая библиотека ОГИЗА)
- Тихий Дон. Книга первая. — Редактор Ю. Лукин. — М.: Гослитиздат, 1935. — 399 с. — 75 000 экз.; пер. (Книгу социалистической деревне)
- Тихий Дон. Книга вторая. — Редактор Ю. Лукин. —  М.: Гослитиздат, 1935. — 416 с. — 75 000 экз.; пер. (Книгу социалистической деревне)
- Тихий Дон. Книга третья. — Редактор Ю. Лукин. — М.: Гослитиздат, 1935. — 440 с. — 100 000 экз.; пер. (Книгу социалистической деревне)

1935-1937
- Тихий Дон. Книга первая. — Илл. С.Г. Королькова. — Редактор Ю. Лукин. Переплёт, титул и супер-обложка Д. А. Бажанова. — М.: ГИХЛ, 1935. — 405 с. — 20 000 экз.; пер.
- Тихий Дон. Книга вторая. — Илл. С.Г. Королькова. — Редактор Ю. Лукин. Переплёт, титул и супер-обложка Д. А. Бажанова. — М.: ГИХЛ, 1936. — 397 с. — 20 000 экз.; пер.
- Тихий Дон. Книга третья. — Илл. С.Г. Королькова. — Редактор Ю. Лукин. Переплёт, титул и супер-обложка Д. А. Бажанова. — М.: ГИХЛ, 1937. — 424 с. — 20 000 экз.; пер.
- Тихий Дон. Книга первая. — Редактор Ю. Лукин. — М.: Гослитиздат «Художественная литература», 1936. — 100 000 экз.; пер.
- Тихий Дон. Книга вторая. — Редактор Ю. Лукин. —  М.: Гослитиздат «Художественная литература», 1936. — 408 с. — 100 000 экз.; пер.
- Тихий Дон. Книга третья. — Редактор Ю. Лукин. — М.: Гослитиздат «Художественная литература», 1936. — 432 с. — 100 000 экз.; пер.

1940-1945
- Тихий Дон. Книга четвёртая. — Редактор  Ю. Лукин; Корректура бригады Е. Мироновой. — М.: Гослитиздат, 1940. — 536 с. — 200 000 экз.; пер.
- Тихий Дон. Роман (четыре книги в одном томе). — Гравюры по рис. С.Г. Королькова. (Редактор, автор вступит. статьи и словаря местных слов и оборотов речи Ю. Лукин) — М.: ОГИЗ, 1941. — 707 с. — 100 000 экз.; пер. — Заказ № 408 Тираж 100 000 (1—15000 экз.) Подписан в печать 08.02.1941; Заказ № 188 Тираж 100 000 экз. (15001—50000) Подписан в печать 28.03.1941.
- Тихий Дон. Роман (четыре книги в одном томе). —  Художник Е. Кршижимановский. (Словарь местных слов и оборотов речи Ю. Лукина) — Ленинград: ОГИЗ, 1945. — 704 с. — 125 000 экз. Заказ № 266. Подписан в печать 17.11..1945; Учётно-авт. листов 86, 2. Печатных листов 44. [В книге вклеен вкладыш из тонкой бумаги с 5 опечатками]

## Издания
В 2011 году харьковская книжная фабрика «Глобус» по заказу Международного Шолоховского комитета в серии книг «Всемирная библиотека поэзии и прозы» — «Библиотека В. С. Черномырдина» напечатала первые подарочные 1000 экземпляров новейшего издания романа «Тихий Дон» М. А. Шолохова.
По утверждению издателей в издании представлен без какого бы то ни было редакторского или корректорского вмешательства, подготовленный и удостоверенный лично М. А. Шолоховым авторский текст 1-й и 2-й книг романа «Тихий Дон». За отсутствием рукописи XXIV—XXXII глав пятой части второй книги, их текст дан по журнальной публикации — «Октябрь» (№ 8, № 9 — 1928 г.). Третья книга дана по первой книжной публикации — 1933 г., 4-я книга дана по первой книжной публикации — 1940 г. (ред. Ю. Б. Лукин). IX и X главы 7-й части 4-й книги даны по печатной публикации в газете «Известия» от 22 октября 1936 г. Окончание романа даётся с учётом авторского текста рукописей (137 с.), которые находятся в Институте русской литературы (Пушкинский Дом) РАН (С.-Петербург). Издание дополняют хронологическая канва жизни и деятельности М. А. Шолохова, беседа писателя А. Ф. Стручкова с ведущим исследователем творчества М. А. Шолохова, членом-корреспондентом РАН Ф. Ф. Кузнецовым., алфавитный указатель персонажей романа «Тихий Дон», а также родословная М. А. Шолохова и некоторых казачьих родов. Издание иллюстрировано фрагментами рукописей романа М. А. Шолохова «Тихий Дон», а также рисунками С. Г. Королькова, О. Г. Верейского, Ю. П. Реброва, Э. З. Эшалиева, И. И. Пчёлко, любезно предоставленными Государственным музеем-заповедником М. А. Шолохова (станица Вёшенская) и Международным Шолоховским комитетом..
Многие профессиональные литературоведы отнеслись к этому изданию негативно: Валентин Осипов, Пётр Палиевский, Виктор Петелин, Сергей Семанов и др.

## Иллюстрации
Роман иллюстрировали многие замечательные художники страны: Орест Верейский, Сергей Корольков, Анатолий Мосин, Ирина Чарская. В 1975 году, при подготовке собрания сочинений Шолохова в приложении к журналу «Огонёк», писатель посоветовал издателям «дать иллюстрации Верейского». Произведения М. А. Шолохова с иллюстрациями О. Г. Верейского выходили в разных издательствах огромными тиражами и на сегодняшний день остаются самыми издаваемыми.

## Продолжения и переработки
- Казачья колыбельная из главы 3 первой книги романа вдохновила американского барда Пита Сигера на написание ставшей всемирно известной антивоенной песни «Where Have All the Flowers Gone?»[57]
- В 1987 году появилась книга Владимира Скворцова «Григорий Мелехов», в которой прослеживается дальнейшая судьба героя вплоть до времён Великой Отечественной войны.
- В 1993 году появилась книга Владимира Шатова «Дон течёт к морю», в которой прослеживаются судьбы некоторых персонажей книги, в том числе и Григория Мелехова до Великой Отечественной войны и в первое послевоенное время.